# Preston (Connecticut)
Preston és una població dels Estats Units a l'estat de Connecticut. Segons el cens del 2005 tenia 4.867 habitants.

## Demografia
Segons el cens del 2000, Preston tenia 4.688 habitants, 1.837 habitatges, i 1.359 famílies. La densitat de població era de 58,6 habitants/km².
Dels 1.837 habitatges en un 30,3% hi vivien nens de menys de 18 anys, en un 62,9% hi vivien parelles casades, en un 7% dones solteres, i en un 26% no eren unitats familiars. En el 21% dels habitatges hi vivien persones soles el 8,1% de les quals corresponia a persones de 65 anys o més que vivien soles. El nombre mitjà de persones vivint en cada habitatge era de 2,55 i el nombre mitjà de persones que vivien en cada família era de 4,95.
Per edats la població es repartia de la següent manera: un 22,4% tenia menys de 18 anys, un 5,9% entre 18 i 24, un 29,4% entre 25 i 44, un 28,3% de 45 a 60 i un 14% 65 anys o més.
L'edat mediana era de 41 anys. Per cada 100 dones de 18 o més anys hi havia 100,1 homes.
La renda mediana per habitatge era de 34.942 $ i la renda mediana per família de 32.554 $. Els homes tenien una renda mediana de 39.053 $ mentre que les dones 26.226 $. La renda per capita de la població era de 24.752 $. Aproximadament l'1,6% de les famílies i el 3,3% de la població estaven per davall del llindar de pobresa.